# Surdologopedia
Surdologopedia (łac. surdus – głuchy, gr. logos – słowo, gr. paideia – nauka) – to dział logopedii, zajmującej się leczeniem i rehabilitacją mowy u osób głuchych lub niedosłyszących.

Przeczytaj ostrzeżenie dotyczące informacji medycznych i pokrewnych zamieszczonych w Wikipedii.